# Джефф Вард
Джефф Вард (англ. Jeff Ward; 18 (за іншими даними 28) листопада 1962 — 19 березня 1993) — барабанщик гуртів Nine Inch Nails, Hammeron, Revolting Cocks, Ministry, Lard і Low Suicide Pop. Він також заспівав одну пісню для проєкту 1000 Homo DJs.
Джефф мав сильну героїнову залежність. 1993 року він покінчив життя самогубством. Спочатку він вбив свою подругу, а потім замкнувся в машині у своєму гаражі й ввімкнув запалювання. Він помер від отруєння монооксидом вуглецю. На альбомі Nine Inch Nails The Downward Spiral, що вийшов в 1994 році, і на альбомі Lard Pure Chewing Satisfaction, що вийшов в 1998 році, є посвячення Джеффу, у той час, як його друг і колега по Nine Inch Nails Річард Патрік зачіпає тему його смерті в пісні «It's Over» свого нового гурту Filter.